# Оу Клер (Уисконсин)
 Тази статия е за града в САЩ.  За окръга вижте Оу Клер (окръг).  За реката вижте Оу Клер (река).
Оу Клер (на английски: Eau Claire, в превод от френски „бистра вода“) е град в щата Уисконсин, САЩ и окръжен център на окръг Оу Клер. Оу Клер е с население от 68 587 жители (по приблизителна оценка от 2017 г.), а общата му площ е 83,8 км².
Според преброяването от 2000 година, в града има 61 704 души, 24 016 домакинства, и 13 569 семейства. Гъстотата на населението е 2037,8 души на кв. миля (786,8/km²). Има 24 895 жилища при средна застроеност от 822,2 на кв. миля (317.4/km²). В града има 93,44% бели, 0,70% афроамериканци, 0,55% индианци, 3,66% азиатци, 0,04% жители на тихоокеанските острови, 0,34% от други раси и 1,28% от две или повече раси. Испано- и латиноговорещите са 1,00% от населението.
Има 24 016 домакинства, от които of 27,7% имат дете под 18-тодишна възраст, живеещо с родителите си, а 44,4% имат брак.